# Gran conquista de Ultramar

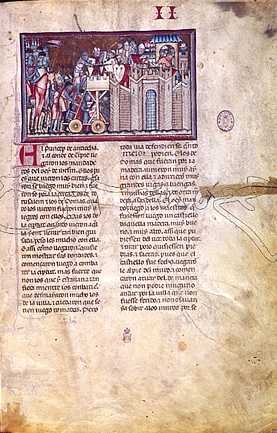
Representació d'un setge a la Gran conquista de Ultramar

La Gran conquista de Ultramar és una narració medieval castellana en prosa que conté una crònica molt novel·lesca de la conquesta de Jerusalem durant la Primera Croada; la primera redacció del text es pot situar entre 1291 i 1295. En el text s'hi inclouen versions independents de gran interès i procedents de l'èpica francesa, com la història del Cavaller del Cigne, Berta la dels grans peus o el Mainet i també de textos occitans, com la Cansó d'Antioca.

## Transmissió del text
Es conserva en un imprès i quatre manuscrits incomplets: 
- l'editio princeps, impresa el 1503 a Salamanca per Hans Gysser (o Giesser), dona el text complet en dos volums in folio; se'n conserva un exemplar a la Biblioteca Nacional d'Espanya: signatura R/518 i R/519
- Manuscrits: ms. 2454, de la Biblioteca Nacional d'Espanya, amb part del primer i segon llibres (s. XIV o XV); ms. 1187 (o J) de la Biblioteca Nacional d'Espanya, amb part del llibre segon, el tercer i part del quart (segle xiv); ms de la Biblioteca de Palacio amb part del llibre tercer i el quart; i ms. 1920 (ms. B) de la Biblioteca Nacional d'Espanya, poc usat pels editors.[1] Vegeu en els "enllaços externs" l'accés a la versió digitalitzda dels manuscrits de la Biblioteca Nacional d'Espanya.

Se'n feu una edició antiga per Pascual de Gayangos (1877) per a la Biblioteca de Autores Españoles. L'única edició moderna completa, amb concordances, és la de Louis Cooper, 1989.

## Estructura
La Gran conquista de Ultramar consta de quatre llibres:
- Llibre primer: Orígens de la Primera Croada, Història del Cavaller del Cigne i començament de la vida de Jofré de Bouillon.
- Llibre segon: Conquesta d'Antiòquia.
- Llibre tercer: Conquesta de Jerusalem, elecció de Jofré com a rei, la seva mort i relats sobre els seus successors.
- Llibre quart: Mort de Balduí I de Jerusalem. Història dels últims reis de Jerusalem i de les següents croades.

## Contingut

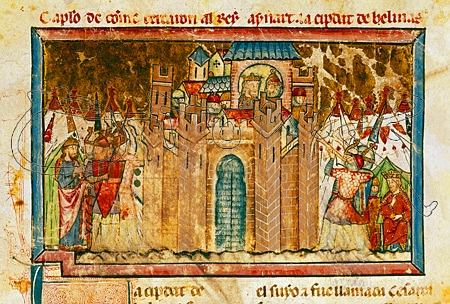
Miniatura de la Gran conquista de Ultramar.

El tema principal és la narració de les Croades a partir d'una font bàsica, una obra en prosa llatina de l'arquebisbe Guillem de Tir, la Història rerum in partibus transmarinis gestarum (c. 1130-1184), en una versió traduïda al francès amb el títol de L'Estoire d'Eracles empereur et la conqueste de la terre d'Outremer, també coneguda com a Conqueste d'Outremer o Roman d'Eracle.
A aquesta narració principal s'hi intercalen relats del Cicle de la croada i altres cançons de gesta en francès i occità. Els poemes francesos són els del cicle de la primera croada: Chanson d'Antioche, la Conquête de Jérusalem, Les Chétifs (Els Captius), i Helias i les Enfances de Godefroid de Bouillon, que inclou, al seu torn, material de la Chanson du Chevalier au Cygne. També hi ha materials de cançons de gesta del cicle de Carlemany, com a Berthe aux grands pies o el Mainet. Entre les fonts occitanes s'hi troba una versió de la Cansó d'Antioca.
El protagonista central de la crònica és Jofré de Bouillon, que apareix com a heroi de la conquesta. Per posar en relleu la figura d'aquest heroi se'l relaciona amb una genealogia fantàstica que el relaciona amb el Cavaller del Cigne.
La integració dels textos francesos i occitans és un dels punts d'interès literari més destacats d'aquest text, ja que ens dona notícia de la difusió a Espanya d'aquests relats poètics en els quals abunda l'element meravellós, contra la teoria més estesa del realisme axial de la literatura difosa en la Península.

## Autoria i datació

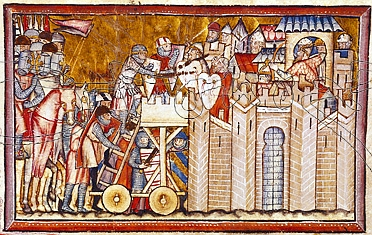
Detall de la miniatura d'un assalt de la Gran conquista de Ultramar.

La Gran Conquista de Ultramar s'ha conservat en diversos manuscrits i un imprès, els colofons dels quals susciten prou problemes, ja que uns atribueixen l'obra a Alfonso X El Savi (l'imprès i un manuscrit) i altres al seu fill Sanç IV de Castella (altres dos manuscrits). Cristina González adopta una postura intermèdia i pensa que el text es va iniciar sota el regnat d'un i es va acabar en el de l'altre. Fernando Gómez és de la mateixa opinió, ja que «no seria l'únic llibre començat en una cort i prosseguit en l'altra» com succeeix també amb el Llibre del tresor, enciclopèdia medieval de Brunetto Latini.
Es podria parlar d'una composició en tres etapes:
1. Una primera etapa alfonsina (fins a 1284) en què es tradueix la versió francesa de la Història rerum in partibus transmarinis gestarum de Guillem de Tir, coneguda com a Roman d'Eracle, destinada a formar part dels materials de la General estoria.
2. Una segona etapa sota el regnat de Sanç IV de Castella (fins a 1295) en què es converteix aquesta traducció en una compilació cronística independent.
3. Una etapa final (fins a 1312) en què es potencien els components de ficció caballeresca que poden servir per a educar al nou jove rei Ferran IV de Castella.